# Cinzia/Due minuti ancora
Cinzia/Due minuti ancora è il secondo singolo del cantautore Ricky Tamaca pubblicato nel 1977.

## Descrizione
Nel 45 giri, (pubblicato nel 1977 con la casa discografica Atom Records) tra le due tracce c'è una intitolata Cinzia, la quale è una delle canzoni più celebri di Tamaca. Entrambe le tracce sono state scritte e composte dallo stesso Tamaca e da Richard Osterreicher. Entrambe le tracce sono state inserite nel primo album intitolato Touch Me Baby pubblicato sempre nel 1977.

## Tracce
1. Cinzia - 2:46 (R.Osterreicher, R.Tammaccaro)
2. Due minuti ancora - 3:33 (R.Osterreicher, R.Tammaccaro)